# 仁礼功太郎
仁礼 功太郎（にれ こうたろう、1901年12月5日 - 1998年10月21日）は、日本の俳優である。本名渡辺 銀次郎（わたなべ ぎんじろう）。旧芸名市川 若三郎（いちかわ じゃくさぶろう）、春日 陽二郎（かすが ようじろう）。

## 人物・来歴
1901年（明治34年）12月5日、東京府東京市本所区東駒形（現在の東京都墨田区東駒形）の左官業の家の長男（3男1女）として生まれる。1914年（大正3年）3月、東京市本所区横川尋常小学校（現在の墨田区立横川小学校）を卒業する。
1919年（大正8年）8月、市川九蔵（のちの九代目市川團蔵）門下の市川若猿の内弟子になり、「市川 若三郎」を名乗る。同年、浅草「みくに座」で初舞台を踏んでいる。1922年（大正11年）には兵役を務め、除隊後は嵐雛升の旅一座に参加し、地方を巡業する。市川九蔵の一門に復帰するのは、1927年（昭和2年）5月のことであった。同年、奈良県にある市川右太衛門プロダクション（あやめ池撮影所）に入社し、「春日 陽二郎」と改名、同年4月29日に公開された押本七之助監督の『侠骨漢 笑ふな金平』で映画界にデビューした。翌1928年（昭和3年）3月、同社の女優であった大町麗子と結婚した。1929年（昭和4年）7月5日公開、伊藤大輔監督の『一殺多生剣』にも出演している。同社で、市川芳之助こと沢田清と出逢う。
1931年（昭和6年）、日活太秦撮影所に入社、当初は「春日陽二郎」名で活動し、同年7月14日公開、伊藤大輔監督の『鼠小僧旅枕』が同社での初仕事であった。1935年（昭和10年）には、仁礼 功太郎と改名、同年10月1日公開、稲垣浩監督の『千両礫』が最初の同名義でのクレジットである。1941年（昭和16年）1月27日、戦時統合によって大映が設立され、日活京都撮影所は大映京都撮影所となり、仁礼は同社に継続入社する。1943年（昭和18年）以降は、沢田清とともに地方を巡業し、実演を行なった。
第二次世界大戦後は、1951年（昭和26年）4月1日に設立されたばかりの東映に入社した。1963年（昭和38年）には同社を退社してフリーランスとなり、1967年（昭和42年）にはテレビ映画に進出、満69歳を迎える1970年（昭和45年）には引退した。晩年も京都府京都市東山区に居住した。
1998年（平成10年）9月13日、死去した。満96歳没。妻の大町麗子との間に4男1女がいる。ゲイリー芦屋らとの音楽ユニット「ヒゲの未亡人」で知られるスタディスト（勉強家）の岸野雄一は、大甥（兄姉の孫、岸野からみて仁礼が大叔父）にあたる。

## フィルモグラフィ
すべてクレジットは「出演」である。役名のわかるものは公開日の右側に記し、東京国立近代美術館フィルムセンター（NFC）所蔵等の上映用プリントの現存状況についても記す。

### 市川右太衛門プロダクション
特筆以外すべて製作は「市川右太衛門プロダクション」、配給は「松竹キネマ」である。すべて「春日陽二郎」名でクレジットされたもの。
- 『侠骨漢 笑ふな金平』 : 監督押本七之助、配給東亜キネマ、1927年4月29日公開 - デビュー作 [1]
- 『丸橋忠弥』 : 監督長尾史録、1928年7月7日公開 - 吉田初右衛門
- 『血涙』 : 監督長尾史録、1928年9月21日公開 - 溝口半三郎
- 『一殺多生剣』 : 監督伊藤大輔、1929年7月5日公開 - 三太郎奴、30分尺ダイジェストが現存（第8回京都映画祭で復元上映[11]）
- 『足軽剣法』 : 監督白井戦太郎、1929年11月8日公開 - 犬山大蔵

### 日活京都撮影所
すべて製作は「日活京都撮影所」あるいは「日活太秦撮影所」、配給は「日活」である。
日活太秦撮影所
- 『鼠小僧旅枕』 : 監督伊藤大輔、「春日陽二郎」名義、1931年7月14日公開 - 宿の番頭
- 『殉教血史 日本二十六聖人』 : 監督池田富保、「春日陽二郎」名義、1931年10月1日公開 - 役人柳田一太、現存（NFC所蔵[12][信頼性要検証]）
- 『新蔵兄弟』 : 監督荒井良平、「春日陽二郎」名義、1933年1月10日公開 - 音太郎
- 『曠野乃果 前篇』 : 監督辻吉郎、「春日陽二郎」名義、1933年5月18日公開 - 長倉重蔵
- 『曠野乃果 完結篇』 : 監督辻吉郎、「春日陽二郎」名義、1933年製作 - 長倉重蔵
- 『三万両五十三次 道中活殺篇』 : 監督清瀬英次郎、「春日陽二郎」名義、1933年7月6日公開 - 馬場附人本庄左次郎
- 『三万両五十三次 京洛解決篇』 : 監督清瀬英次郎、「春日陽二郎」名義、1933年7月13日公開 - 本庄左次郎
- 『武士道くづれ雁』 : 監督荒井良平、「春日陽二郎」名義、1933年10月26日公開 - 乾分鶴吉
- 『心中木曽街道』 : 監督犬塚稔、「春日陽二郎」名義、1933年11月30日公開 - 磨部の仁三郎
- 『侠盗ふくろう組』 : 監督尾崎純、「春日陽二郎」名義、1934年3月21日公開 - 謙信の松蔵

日活京都撮影所
- 『忠臣蔵 刃傷篇 復讐篇』 : 監督伊藤大輔、「春日陽二郎」名義、1934年5月17日公開 - 吉良の仁勢丹尼
- 『平手造酒』 : 監督西原孝、「春日陽二郎」名義、1934年6月15日公開 - 友吉
- 『風流深編笠』 : 監督辻吉郎、「春日陽二郎」名義、1935年2月21日公開 - 久馬
- 『武士道うらおもて』 : 監督八森重芳、「春日陽二郎」名義、1935年3月21日公開 - 加賀谷主馬
- 『千両礫』 : 監督稲垣浩、1935年10月1日公開
- 『東の伊達男』 : 監督荒井良平、1936年11月5日公開
- 『児来也小僧 旋風篇』 : 監督辻吉郎、1937年3月25日公開- 仙蔵（目明し）
- 『児来也小僧 電光解決篇』 : 監督辻吉郎、1937年4月8日公開- 仙蔵（目明し）
- 『曠原の魂』 : 監督稲垣浩、1937年9月1日公開
- 『血煙高田の馬場』 : 監督マキノ正博・稲垣浩、1937年12月31日公開 - 松川佐十郎、現存（NFC所蔵[9]）
- 『松平外記』 : 監督尾崎純、1938年2月10日公開- 宮地長右衛門
- 『鞍馬天狗 角兵衛獅子の巻』 : 監督マキノ正博、1938年3月15日公開 - 現存（NFC所蔵[10]）
- 『忠臣蔵 地の巻』 : 監督池田富保、1938年3月31日公開 - 船松九兵衛、現存（NFC所蔵[9]）
- 『忠臣蔵 天の巻』 : 監督マキノ正博、1938年3月31日公開 - 船松九兵衛、現存（NFC所蔵[9]）
- 『出世太閤記』 : 監督稲垣浩、1938年6月17日公開- 佐久間右衛門尉
- 『江戸の惡太郎』 : 監督マキノ正博、1939年5月4日公開 - 現存（NFC所蔵[10]）
- 『髑髏銭 前篇 風の巻』 : 監督辻吉郎、1938年7月31日公開
- 『髑髏銭 後篇 雲の巻』 : 監督辻吉郎、1938年8月10日公開
- 『鞍馬天狗 竜攘虎搏の巻』 : 監督松田定次、1938年11月1日公開 - 大前田逸蔵、現存（NFC所蔵[9]）
- 『右門捕物帖 拾万両秘聞』 : 監督荒井良平、1939年1月5日公開 - 七化け半次
- 『王政復古 担龍篇 双虎篇』 : 監督池田富保、1939年3月30日公開- 市原金兵衛
- 『春秋一刀流』 : 監督丸根賛太郎、1939年6月1日公開- 清滝の佐吉
- 『鞍馬天狗 江戸日記』 : 監督松田定次、1939年7月1日公開- 折井新助
- 『牢獄の花嫁』 : 監督荒井良平、1939年8月17日公開- 船辰
- 『うぐいす侍』 : 監督丸根賛太郎、1939年8月31日公開- 音部源十郎
- 『牢獄の花嫁 解決篇』 : 監督荒井良平、1939年9月28日公開- 船辰
- 『天狗廻状 魔刃の巻』 : 監督田崎浩一、1939年12月29日公開- 青山新次郎
- 『鍔鳴浪人 前篇』 : 監督荒井良平、1939年12月30日公開- 浅吉、現存（NFC所蔵[10]）
- 『鍔鳴浪人 後篇』 : 監督荒井良平、1940年1月6日公開- 浅吉、現存（NFC所蔵[10]）
- 『続天狗廻状 刃影の巻』 : 監督田崎浩一、1940年2月1日公開- 青山新次郎
- 『元禄武士道』 : 監督倉谷勇、1940年2月22日公開- 清水一角
- 『右門捕物帖 金色の鬼』 : 監督丸根賛太郎、1940年3月7日公開- 厚田大五郎
- 『宮本武蔵 第一部 草分の人々 第二部 栄達の門』 : 監督稲垣浩、1940年3月31日公開- 武芸者
- 『鞍馬天狗捕はる』 : 監督丸根賛太郎、1940年6月30日公開- 松本源蔵
- 『まぼろし城 第一部』 : 監督組田影造（久見田喬二）、1940年10月10日公開
- 『まぼろし城 第二部』 : 監督組田影造（久見田喬二）、1940年11月1日公開
- 『まぼろし城 第三部』 : 監督組田影造（久見田喬二）、1940年11月23日公開
- 『討入前夜』 : 監督丸根賛太郎、1941年1月14日公開- 吉良家付人大須賀
- 『海を渡る祭礼』 : 監督稲垣浩、1941年5月4日公開 - 馬芸師斑、現存（NFC所蔵[9]）
- 『柳生月影抄』 : 監督荒井良平、1941年6月1日公開- 松島庄兵衛
- 『鞍馬天狗 薩摩の密使』 : 監督菅沼完二、1941年7月14日公開- 益満休之助
- 『江戸最後の日』 : 監督稲垣浩、1941年11月28日公開- 甲州屋文太郎、現存（NFC所蔵[9]）
- 『決戦奇兵隊』 : 監督丸根賛太郎、応援監督田崎浩一、1941年12月30日公開 - 物目唯之助、現存（NFC所蔵[9]）
- 『江戸の龍虎』 : 監督丸根賛太郎、1942年2月19日公開- 雨田権蔵
- 『宮本武蔵 一乗寺決闘』 : 監督稲垣浩、1942年3月25日公開- 吉岡伝七郎、現存（NFC所蔵[9]）

### 大映京都撮影所
特筆以外はすべて製作は「大映京都撮影所」、配給は「映画配給社」である。
- 『維新の曲』 : 監督牛原虚彦、1942年5月14日公開- 山縣狂介、現存（NFC所蔵[10]）
- 『独眼龍政宗』 : 監督稲垣浩、製作大映第一撮影所、1942年7月2日公開 - 現存（NFC所蔵[9]）
- 『伊賀の水月』 : 監督池田富保、1942年8月13日公開- 安藤治右衛門
- 『鞍馬天狗』 : 監督伊藤大輔、1942年10月29日公開- 一ノ瀬、現存（NFC所蔵[9]）
- 『三代の盃』 : 監督森一生、1942年12月11日公開

### 東映京都撮影所
特筆以外はすべて製作は「東映京都撮影所」、配給は「東映」である。
- 『竜虎八天狗 第一部 水虎の巻』 : 監督丸根賛太郎、1954年11月1日公開- 鳥骨齊
- 『竜虎八天狗 第二部 火龍の巻』 : 監督丸根賛太郎、1954年11月8日公開- 鳥骨齊
- 『竜虎八天狗 第三部 鳳凰の巻』 : 監督丸根賛太郎、1954年11月12日公開- 鳥骨齊
- 『竜虎八天狗 完結篇 追撃の巻』 : 監督丸根賛太郎、1954年11月20日公開- 鳥骨齊
- 『黒田騒動』 : 監督内田吐夢、1956年1月8日公開 - 有川駿河、現存（NFC所蔵[9]）
- 『御存じ快傑黒頭巾 神出鬼没』 : 監督深田金之助、1956年10月2日公開- 高見九郎衛門
- 『旗本退屈男 謎の紅蓮塔』 : 監督松田定次、1957年1月15日公開- 風間軍兵衛
- 『海賊奉行』 : 監督深田金之助、1957年2月25日公開- 浪人中西
- 『若さま侍捕物帳 鮮血の人魚』 : 監督深田金之助、1957年9月29日公開- 黒坂丹助
- 『はやぶさ奉行』 : 監督深田金之助、1957年11月17日公開- 塚口伝兵衛
- 『神変麝香猫』 : 監督小沢茂弘、1958年1月9日公開- 金井半兵衛
- 『月の話奇談 変幻胡蝶の雨』 : 監督井沢雅彦、1958年4月9日公開- 猿島鬼平次
- 『変幻胡蝶の雨・月の輪族の逆襲』 : 監督井沢雅彦、1958年4月15日公開- 猿島鬼平次
- 『伊那の勘太郎』 : 監督小沢茂弘、1958年5月20日公開- 村上大伍
- 『血汐笛』 : 監督小沢茂弘、1958年7月6日公開- 久蔵
- 『新選組』 : 監督佐々木康、1958年7月13日公開- 原田左之助
- 『国定忠治』 : 監督小沢茂弘、1958年8月27日公開- 杉村五太夫
- 『神州天馬侠 第一部』 : 監督大西秀明、1958年9月10日公開 - 現存（NFC所蔵[9]）
- 『神州天馬侠 完結篇』 : 監督大西秀明、1958年9月23日公開 - 現存（NFC所蔵[9]）
- 『喧嘩太平記』 : 監督小沢茂弘、1958年9月23日公開- 寛十郎
- 『喧嘩笠』 : 監督マキノ雅弘、1958年12月27日公開 - 現存（NFC所蔵[9]）
- 『ふたり若獅子』 : 監督深田金之助、1959年5月19日公開- 八代軍太夫
- 『怪談一つ目地蔵』 : 監督深田金之助、1959年7月14日公開- 中谷
- 『榛名ばやし 喧嘩鷹』 : 監督内出好吉、1959年8月26日公開 - 伝次、現存（NFC所蔵[9]）
- 『富獄秘帖』 : 監督工藤栄一、1959年9月2日公開- 影山左門
- 『富獄秘帖 完結篇』 : 監督工藤栄一、1959年9月8日公開- 影山左門
- 『百万両五十三次』 : 監督小沢茂弘、1959年10月18日公開- 進藤
- 『任侠中仙道』 : 監督松田定次、1960年1月3日公開 - 平田周馬
- 『丹下左膳 妖刀濡れ燕』 : 監督松田定次、1960年1月15日公開 - 黒田の門下
- 『大江戸の侠児』 : 監督加藤泰、1960年2月7日公開- 現存（NFC所蔵[9]）
- 『南国太平記』 : 監督秋元隆夫、1960年2月16日公開 - 山内
- 『御存じ いれずみ判官』 : 監督佐々木康、1960年3月15日公開 - 斎木源八、現存（NFC所蔵[9]）
- 『水戸黄門漫遊記 怪魔八尺坊主』 : 監督深田金之助、1960年3月22日公開 - 宮田忠左衛門
- 『旗本と幡随院 男の対決』 : 監督深田金之助、1960年4月12日公開- 小笠原刑部
- 『蛇神魔殿』 : 監督工藤栄一、製作東映京都撮影所、配給第二東映、1960年4月12日公開- 山下
- 『あやめ笠 喧嘩街道』 : 監督加藤泰、1960年5月17日公開- 現存（NFC所蔵[9]）
- 『まぼろし大名』 : 監督河野寿一、1960年7月13日公開 - 豚松
- 『次郎吉囃子 千両小判』 : 監督大西秀明、1960年7月20日公開 - 鬼薊の辰五郎
- 『まぼろし大名 完結編』 : 監督河野寿一、1960年7月31日公開 - 豚松
- 『次郎長血笑記 富士見峠の対決』 : 監督工藤栄一、製作東映京都撮影所、配給第二東映、1960年8月28日公開- 陣内の五助
- 『次郎長血笑記 殴り込み荒神山』 : 監督工藤栄一、製作東映京都撮影所、配給第二東映、1960年9月13日公開- 陣内の五助
- 『つばくろ道中』 : 監督河野寿一、1960年9月18日公開 - 辰
- 『獄門坂の決斗』 : 監督秋元隆夫、1960年9月20日公開 - 儀山
- 『天竜母恋い笠』 : 監督工藤栄一、1960年10月23日公開- 相良十兵衛
- 『夜霧の長脇差』 : 監督倉田準二、1961年3月21日公開 - 幸助
- 『さいころ奉行』 : 監督内出好吉、1961年4月18日公開 - 三浦屋喜十郎
- 『ふり袖小姓捕物帖 蛇姫囃子』 : 監督深田金之助、1961年6月6日公開 - 横川玄藩
- 『ふり袖小姓捕物帖 血文字肌』 : 監督深田金之助、1961年7月2日公開 - 今朝吉
- 『人形佐七捕物帖 恐怖の通り魔』 : 監督倉田準二、1961年8月1日公開 - 若松屋善兵ヱ
- 『お世継ぎ初道中』 : 監督内出好吉、1961年10月7日公開 - 梅田勘兵衛、現存（NFC所蔵[9]）
- 『旅がらす花嫁勝負』 : 監督小野登、1961年10月7日公開 - 寺田の助八
- 『旗本退屈男 謎の珊瑚屋敷』 : 監督中川信夫、1962年1月23日公開 - 大内主膳
- 『伝七捕物帖 影のない男』 : 監督深田金之助、1962年5月23日公開 - 馬次郎
- 『怪談三味線堀』 : 監督内出好吉、1962年8月4日公開- 久六
- 『若ざくら喧嘩纏』 : 監督深田金之助、1962年11月17日公開 - 福住内膳
- 『用心棒市場』 : 監督小沢茂弘、1963年6月22日公開 - 貸元
- 『十七人の忍者』 : 監督長谷川安人、1963年7月7日公開- 別の番士、現存（NFC所蔵[9]）
- 『博徒』 : 監督小沢茂弘、1964年7月11日公開 - 現存（NFC所蔵[9]）
- 『なつかしき笛や太鼓』 : 監督木下恵介、製作東宝・宝塚映画製作所・木下恵介プロダクション、配給東宝、1967年9月30日公開- 花子の父、現存（NFC所蔵[9]）
- 『おらあカッパだ』 : 監督八束基、主演保積ペペ、日米特撮（大橋史典）、テレビ映画、1968年[5][13]
- 『銭形平次』第102話『御前様は誰か』、監督長谷川安人、東映京都テレビプロダクション/フジテレビジョン、連続テレビ映画、1968年4月10日放映
- 『素浪人 花山大吉』 : 監督小野登・井沢雅彦・荒井岱志・長谷川安人・佐々木康・松尾正武、東映京都テレビプロダクション/NETテレビ、連続テレビ映画、1969年1月4日 - 1970年12月26日放映
- ライオン奥様劇場『女の十字架』 : 監督高野昭二・竹前重吉・引田英雄、宝塚映画製作所/フジテレビジョン、連続テレビ映画、1969年2月24日 - 同年4月11日放映
- 『妖術武芸帳』 : 監督外山徹・林伸憲、東映京都撮影所/東京放送、連続テレビ映画、1969年3月16日 - 同年6月8日放映